# Деградун
Деградун (англ. Dehradun, гінді देहरादून вимоваⓘ) — місто, розташоване в передгір'ях Гімалаїв, столиця індійського штату Уттаракханд та адміністративний центр округу Деградун.

## Географія
Місто розташоване у долині Дун. З півночі її оточують Гімалаї, з півдня — пагорби Шивалік, на сході протікає річка Ганг, а на заході — річка Ямуна, вододіл між якими проходить через місто. Пагорби навколо міста вкриті густими лісами, а з вершин довколишніх горбів в ясну погоду видно вершини Нанда-Деві і Камет.

### Клімат
Місто знаходиться у зоні, котра характеризується вологим субтропічним кліматом. Найтепліший місяць — червень із середньою температурою 28.9 °C (84 °F). Найхолодніший місяць — січень, із середньою температурою 12.7 °С (54.9 °F).
| Клімат Деградуна        | Клімат Деградуна | Клімат Деградуна | Клімат Деградуна | Клімат Деградуна | Клімат Деградуна | Клімат Деградуна | Клімат Деградуна | Клімат Деградуна | Клімат Деградуна | Клімат Деградуна | Клімат Деградуна | Клімат Деградуна | Клімат Деградуна |
| Показник                | Січ.             | Лют.             | Бер.             | Квіт.            | Трав.            | Черв.            | Лип.             | Серп.            | Вер.             | Жовт.            | Лист.            | Груд.            | Рік              |
| Середній максимум, °C   | 19,3             | 21,5             | 26,4             | 32,1             | 35,6             | 34,8             | 30,5             | 29,4             | 29,7             | 28,5             | 25               | 21,1             | 27,8             |
| Середня температура, °C | 12,7             | 14,7             | 19,2             | 24,4             | 28,2             | 28,9             | 26,7             | 25,9             | 25,3             | 22,1             | 17,7             | 14               | 21,7             |
| Середній мінімум, °C    | 6                | 7,8              | 12               | 16,7             | 20,7             | 23               | 22,8             | 22,4             | 20,8             | 15,7             | 10,4             | 6,8              | 15,4             |
| Норма опадів, мм        | 55               | 58.8             | 49               | 22.5             | 41.7             | 201.8            | 672.6            | 728.2            | 296.5            | 49.8             | 8.6              | 24.4             | 2208.9           |
| ----------------------- | ---------------- | ---------------- | ---------------- | ---------------- | ---------------- | ---------------- | ---------------- | ---------------- | ---------------- | ---------------- | ---------------- | ---------------- | ---------------- |
| Джерело: Weatherbase    |                  |                  |                  |                  |                  |                  |                  |                  |                  |                  |                  |                  |                  |

## Економіка
Деградун — транспортний центр, тут закінчується гілка залізниці, що веде з Делі на північ Індії. До Делі звідти 230 км. Крім того, через Деградун пролягає дорога, що веде в гірські райони Уттаркханду. Деградун найбільш відомий продуктами сільського господарства навколишніх районів, такими як лічі та деградунський рис-басматі. Економіка самого міста представлена обробкою чаю, поліграфічною промисловістю, виробництвом комп'ютерних програм, торгівлею. Також місто є кліматичним курортом, а відоміший гірський курорт Муссурі знаходиться за 34 км на північ від Деградуна, дахи його будинків видно з Деградуна.

## Визначні пам'ятки
З точки зору визначних пам'яток місто не представляє для туристів особливого інтересу, окрім Інституту дослідження лісу, у музеї якого представлені численні види рослин, що зустрічаються в індійських Гімалаях. Проте, у місті завжди можна зустріти велику кількість туристів, що прямують у гірські райони штату через місто Рішікеш. Місто Рішікеш розташоване за півтори години на схід від Деградуна, це місто є центром ашрамів, йоги та вчителів індуїзму.
У самому ж Деградуні практично немає місць, пов'язаних з паломництвом індусів, проте є принаймні два важливі місця, що мають відношення до тибетського буддизму. Це два монастирі, розташовані неподалік від міста. Перший з них відноситься до традиції Сак'япа і є головною резиденцією Сак'я Трізіна. Він знаходиться в північному передмісті Деградуна — Раджпурі. Головний монастир Сак'япа розташований в Тибеті, але після китайського вторгнення Сак'я Трізін покинув Тибет і влаштувався в Індії.
Декількома кілометрами південніше, у передмісті Клемент-Таун, знаходиться філія монастирю Міндролінґ, що відноситься до найстародавнішої традиції тибетського буддизму Ньїнґма. Історія цього монастиря схожа з історією монастиря Сак'я, розташованого в Раджпурі: духовний лідер традиції Ньїнґма Мінлінґ Трічен Рінпоче перебрався з окупованого китайцями Тибету до Індії.